# Austfirðingar
Austfirðingar (Austfirdhingar) foi um clã familiar de Austfirðir, na costa leste da Islândia que adquiriram algum reconhecimento entre os séculos XI e XII. A partir de 1264 o clã teve maior protagonismo na consolidação e crescimento da região de Austurland.

## Bibliografía
- Austfirðinga Sögur, Íslenzk fornrit XI, ISBN 9979-893-11-7